# Кручи (Рим)
Кручи је насеље у Италији у округу Рим, региону Лацио.
Према процени из 2011. у насељу је живело 679 становника. Насеље се налази на надморској висини од 285 м.